# Dojransko jezero
Dojransko jezero (mak. Доjранско Езеро, Dojransko Ezero; grčki: Λίμνη Δοϊράνη - Límni Doïráni) je jezero koje se nalazi u Makedoniji i Grčkoj. Površina jezera je 43,1 km², od čega se 27.3 km² nalazi u Makedoniji, a 15.8 km² u Grčkoj. Najveća dubina jezera je 10 metara, dužina je 8,9 km, a širina 7,1 km. Dojransko jezero je treće po veličini u Makedoniji nakon Ohridskog i Prespanskog jezera. Dojransko jezero ima brojne pritoke kao što su Surlovska reka i Handža, koje donose vodu s Belasice.
Vode Dojranskog jezera otiču rijekom Ardžan (grčki: Αρτζάν, makedonski: Đolaj) u Grčkoj u rijeku Vardar te potom u Egejsko more.